# Ча-ча-ча
Ча ча ча је млађа музичка форма у развоју афро-кубанске музике. У већини случајева, плесу је претходила музика, а тако је било и са ча ча ча. Ова форма оригинално потиче од мамбе и румбе. Педесетих година прошлог века доживела је велику популарност и од тада је један од најпопуларнијих друштвених плесова.

## Опис Ча ча ча плеса
Својим чистим и јасним ритмом, раздраганим фигурама, мноштвом варијација, овај плес се брзо винуо међу најпопуларније. Једна од главних карактеристика овог плеса је да готово свака основна фигура може бити пренета у румбу. Наравно, пазећи да интерпретација пренесених фигура увек буде у складу са карактеристиком плеса.
Током плеса, парови се осећају слободним, карактерише их добро расположење и међусобна очараност. Поигравају се са партнером, а истовремено и са гледаоцима, док телом и лицем одају самоувереност.
Основни корак ча ча ча састоји се од три брза корака, званих (шп. chassé) и два спора корака на музичким битовима 1 и 2. Ширина корака не би требало да прелази ширину кукова. Све мора изгледати суптилно и нежно, а опет некако одсечно. (шп. Chassé) се може плесати са окретом или без, напред, назад, у страну, или у месту.
Као резултат преноса тежине на испружену ногу настаје њихање куковима за време плесања. Важно је да се свесно не праве никакви усиљени покрети куковима, јер се онда губи на битној елеганцији покрета. Резултат рада куковима је производ правилног рада ногу. Уколико се при додиру стопала са тлом пренесе и тежина тела на ту ногу, а притом се иста затегне у колену, добиће се одговарајући рад куковима, односно карактер плеса.
Ча ча ча је брз и полетан плес. Од латиноамеричких плесова он се учи међу првима и временом усавршава. Ча ча ча је енергичан и страствен плес и, ако се игра без страсти и енергије, губи се његов прави смисао. Такт: 4/4. Темпо: 30-32 бпм.
Назив ча ча ча потиче са Хаитија и односи се на део звона које је производило звук налик на ча ча ча. То звоно се користило као својеврстан музички инструмент. Назив овог плеса потиче од карактеристичног звука који су производиле ципеле на паркету изводећи овај плес. Ча ча ча је, може се рећи, огранак мамбо плеса. У ритму мамба, плесачи су полако издвајали посебан жанр на који су људи плесали троструким кораком, прозвавши га троструки мамбо. Временом, овај троструки мамбо се развио у засебан плес, познатији под данашњим именом, ча ча ча.
Године 1940. мамбо је доживео експанзију у САД, али је то био брз и прилично тежак плес. Тако су музичари решили да мамбо успоре и учине га сензуалнијим за плесаче и публику. Ча ча ча је рођен, а место његовог рођења је био Паладијум на Бродвеју.
Године 1951. кубански виолиниста и композитор Енрике Хорин довео је ча ча ча ритмове на кубанске плесне подијуме и до 1954. ча ча ча постаје веома популаран у Хавани, на Куби. Исто тако је и Европа била отворена према плесовима и мелодијама латиноамеричког порекла, па је интересовање за овај плес врло брзо расло у све више европских земаља. У Европи су га по први пут представили Герд и Транте Хандрих, на Конгресу удружења немачких плесних учитеља 1957. године.
Ча ча ча се плеше уз широк спектар музичких жанрова, од аутентичних латино ритмова, па све до диско и поп музике. Од 1961. године је постао и такмичарски спортски плес у групи латиноамеричких плесова. Као такав је високо стилизован и стално се развија и обогаћује.
Као друштвени плес је омиљен, слично као румба или салса. Што се тиче учења, спада у групу лакших плесова јер је веома јасног ритма за разлику од румбе.